# Мадагаскарски бързолет
Мадагаскарският бързолет (Apus balstoni) е вид птица от семейство Бързолетови (Apodidae).

## Разпространение и местообитание
Разпространен е в Мадагаскар.